# Tecno fes
Tecno fes, pubblicato nel 2000, è un EP del dj italiano Gigi D'Agostino. Ha avuto un seguito, Tecno fes volume 2.

## Tracce
1. L'amour toujours (Gigi D'Agostino)
2. Campane (Gigi D'Agostino)
3. La dance (Gigi D'Agostino)
4. Another Way (Tanzen Vision rmx) (Gigi D'Agostino)
5. La marche electronique (Gigi D'Agostino)
6. Spostamento (Gigi D'Agostino)
7. Your Love (Elisir) (Gigi D'Agostino)

## Classifiche
| Classifica (2000-01) | Posizione massima |
| -------------------- | ----------------- |
| Austria              | 7                 |
| Germania             | 69                |